# ネロカップーチョ
ネロカップーチョ アグリジェンティーノ（Nero Cappuccio Agrigentino, 「ネロ・カップーチョ」と表記することも多い、別名マンテラート(Mantellato)）は、イタリアのシチリア・アグリジェントを発祥地とする赤ワイン用ぶどう品種である。

## 特徴
19世紀後半にフィロキセラ（ブドウネアブラムシ）により、ヨーロッパの固有種の殆どが壊滅的な被害に遭った（19世紀フランスのフィロキセラ禍）。その後、フィロキセラ対策としてヨーロッパ種は、アメリカ種およびそれを起源とする雑種の台木への接ぎ木が行われている。
そんな中、ネロカップーチョはフィロキセラの被害から逃れ今も尚、純ヨーロッパ種の数少ない葡萄として生き残った。
しかし、ワイン葡萄の栽培が主にアメリカ種との接木の葡萄（以降：接木種と記述）がメインとなり、収穫時期が少しずれるネロカップーチョを使ったワインを生産する生産者が減少した。
効率的なワイン生産を優先することで徐々にネロカップーチョを使用したワインが減り、今は純イタリア葡萄の絶滅危惧種のような存在として大切に栽培されている。
現在、生産量は非常に少なく入手困難なワインで、日本で購入することは非常に難しい。
| スタブアイコン | サブスタブ | この項目は、まだ閲覧者の調べものの参照としては役立たない、酒に関連した書きかけの項目です。この項目を加筆・訂正などしてくださる協力者を求めています（P:食/PJ:酒）。 |